# SoCal Premier League
SoCal Premier League (ou SoCal Premier) é uma liga de futebol semi-profissional disputada por times do Sul da Califórnia, nos Estados Unidos.. Fundada em 1976, a liga é uma das ligas afiliadas à United States Adult Soccer Association. Por fazer parte da USASA, seus participantes estão aptos a participar da Lamar Hunt US Open Cup. Sua sede se encontra em Garden Grove, Califórnia.

## Times (2016)
Esses são os times participantes da liga:

### Divisão Premier
- Buena Park FC
- PSA Elite
- So-Cal FC Real
- United FC
- Artesia DES
- Corinthians USA
- Real Sociedad Royals
- Boulevard FC
- Chula Vista FC

### Divisão Major
- AC Brea Steua
- Artesia DES Reserves
- Claremont FC
- Hunnover FC
- Juventus
- Outbreak SC
- Real Sociedad Blacksox
- Corinthians USA Reserves
- Outbreak SC Reserves

### Divisão First
- AC Brea Select
- Buena Park Plus
- DSV Danubia
- FCUK United
- FC Freedom
- Long Beach City FC
- Morningstar Pumas La Habra
- OC Lions FC
- Sporting OC United
- West Grove FC